# Sewerynówka (województwo mazowieckie)
Sewerynówka – wieś w Polsce położona w województwie mazowieckim, w powiecie sokołowskim, w gminie Sterdyń. Ma status sołectwa.
| SIMC    | Nazwa                   | Rodzaj    |
| ------- | ----------------------- | --------- |
| 0690737 | Kolonia pod Sewerynówką | część wsi |

W latach 1975–1998 miejscowość położona była w województwie siedleckim.
Mieszkańcy wyznania rzymskokatolickiego należą do parafii Najświętszego Zbawiciela w Zembrowie.